# Mieswarz
Mieswarz ist ein in Weiler von Buttlar im Wartburgkreis in Thüringen.

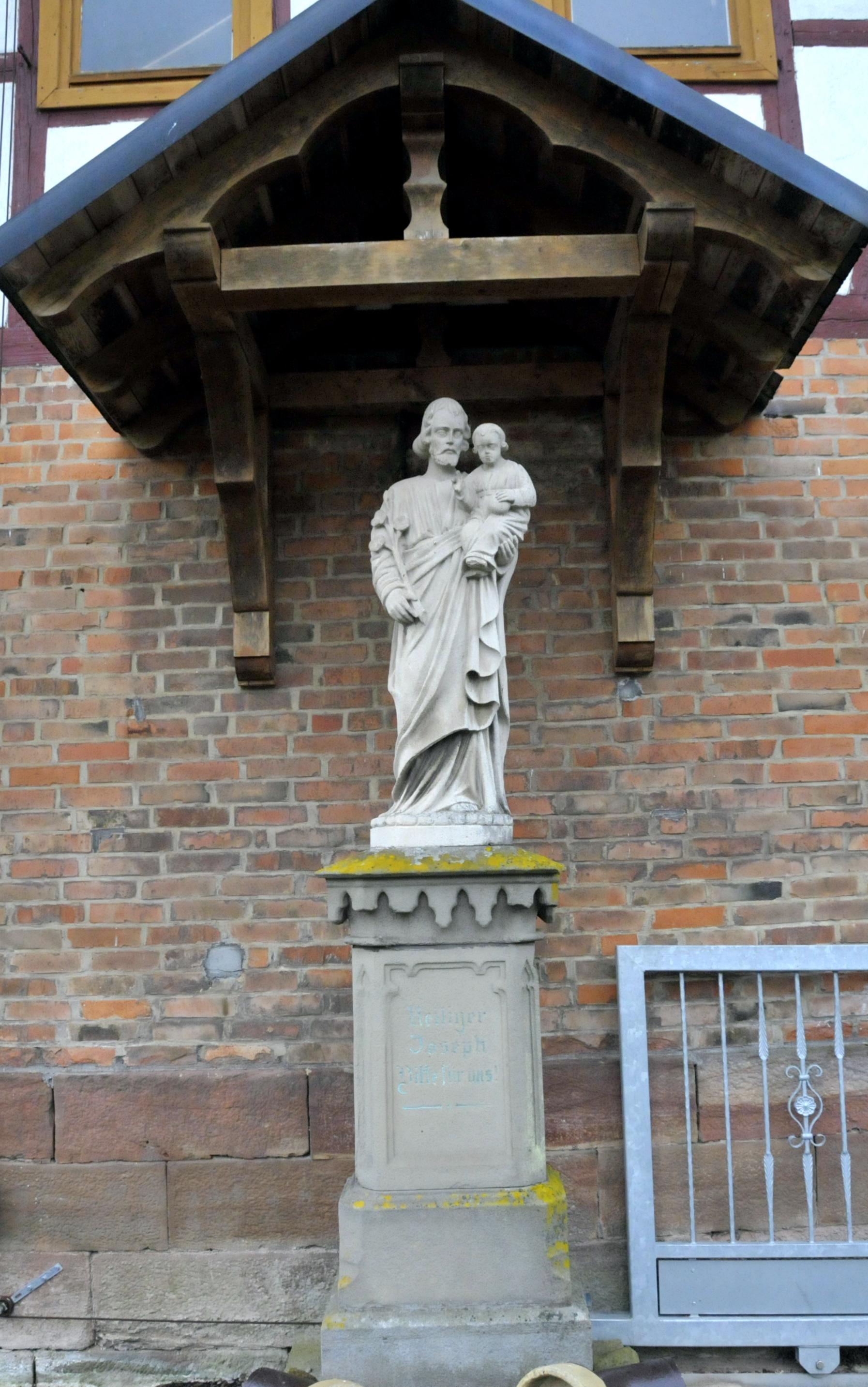
St.-Josephsstatue in Mieswarz

## Lage
Von Buttlar kommend Richtung Bermbach an der Kreisstraße 102 befindet sich an einem nach Osten geneigten Plateau am Waldesrand einer Rhönkuppe der Doppelweiler Mieswarz. Östlich liegt das Naturschutzgebiet Arzberg. Die geographische Höhe des Ortes beträgt 350 m ü. NN. Durch das Ortsgebiet fließt der Binz-Bach.

## Geschichte
Am 21. Dezember 1396 wurde der Weiler erstmals urkundlich erwähnt.
Im Jahr 1955 lebten im Ort 56 Einwohner, heute (2012) sind es noch 32 Einwohner.